# Actinostrobus acuminatus
Actinostrobus acuminatus ist eine Pflanzenart aus der Familie der Zypressengewächse (Cupressaceae). Sie ist im südwestlichen Teil von Western Australia heimisch.

## Beschreibung
Actinostrobus acuminatus wächst als immergrüner, breit-konisch geformter Strauch der Wuchshöhen von bis zu 3 Meter erreichen kann. Es werden unterirdische Ausläufer gebildet.
Es werden zwei verschiedene Blattformen gebildet. Junge Blätter sind hell silbergrüne, nadelartig und werden zwischen 0,8 und 1,5 Zentimeter lang. Ältere Blätter sind dunkelgrün, schuppenartig, werden bis zu 1 Zentimeter lang und stehen in Dreierwirteln angeordnet an den Zweigen. Keimlinge haben zwei hellgrüne, spitz zulaufende Keimblätter (Kotyledonen), welche 15 bis 18 Millimeter lang und 3 bis 3,5 Millimeter breit werden.
Die männlichen Blütenzapfen stehen an einem etwa 4 Millimeter langen Stiel und sind bei einer Länge von 4 bis 6 Millimetern und einer Dicke von 2 bis 3 Millimetern eiförmig geformt. Sie bestehen aus 20 spitz zulaufenden Zapfenschuppen. Die weiblichen Zapfen sind bei einer Länge von 2,0 bis 3,5 Zentimetern und einer Dicke von 1,5 bis 2,5 Zentimetern konisch-eiförmig geformt. Zur Reife hin sind sie gelbbraun bis bläulichgrün braun gefärbt. An ihrer Basis befinden sich häufig bis zu 1 Millimeter lange, nadelförmige Blätter. Jeder Zapfen besteht aus sechs spitz zulaufenden Zapfenschuppen, welche sich zur Reife zurückbiegen und den Zapfen so öffnen, um die Samen zu entlassen. Die dunkelbraunen Samen sind bei einer Länge von 0,9 bis 1,2 Zentimetern und einer Breite von 0,9 bis 1,3 Zentimetern sehr variabel geformt und haben einen 2 bis 5 Millimeter großen Flügel.

## Verbreitung und Standort
Das natürliche Verbreitungsgebiet von Actinostrobus acuminatus liegt in Western Australia. Es erstreckt sich dort von Eneabba im Norden bis nach Perth im Süden.
Actinostrobus acuminatus wächst vor allem im niedrig gelegenen Buschland sowie auf sandigen Ebenen.

## Nutzung
Bei Actinostrobus acuminatus konnte nachgewiesen werden, dass die Art zur Behandlung von Rheuma geeignet ist.

## Systematik
Die Erstbeschreibung als Actinostrobus acuminatus erfolgte 1862 durch Filippo Parlatore in Index Seminum (Florence), Seite 25. Ein Synonym für Actinostrobus acuminatus Parl. ist Callitris acuminata (Parl.) F. Muell.

## Gefährdung und Schutz
Actinostrobus acuminatus wird in der Roten Liste der IUCN als „gering gefährdet“ eingestuft. Es wird jedoch darauf hingewiesen, dass eine erneute Überprüfung der Gefährdung notwendig ist.